# Connie Hansen
Connie Anée Lyng Hansen (født 29. maj 1964 i Slangerup) er en dansk ergoterapeut og tidligere kørestolsracer. Hun deltog i to Paralympiske Lege (1988 og 1992) og vandt ni guldmedaljer, hvilket i forbindelse med sommer-PL 2008 i Beijing gav hende en plads blandt de første i Paralympics Hall of Fame.
Connie Hansen blev som 13-årig lam efter fald fra et træ, hvor hun brækkede ryggen. Hun havde indtil da været meget fysisk aktiv, og hun begyndte hurtigt efter ulykken at svømme, og senere prøvede hun kræfter med andre idrætsgrene, som det var muligt at dyrke med hendes handicap. Hun blev især interesseret i at køre hurtigt i kørestol, og hun viste hurtigt et stort talent for denne disciplin. Hun kom med til OL i 1984, 1988 og 1992, hvor kørestolsrace var med som opvisningssport. I 1988 fortsatte hun efterfølgende til de paralympiske lege, hvor hun vandt guldmedalje i alle de fem discipliner, hun stillede op i: 400 m, 800 m, 1.500 m, 5.000 m og maraton og i øvrigt satte fire verdensrekorder. Ved de tilsvarende lege fire år senere blev det yderligere til fire guldmedaljer, mens hun denne gang måtte nøjes med sølv i 400 m.
Mens hun var på toppen af sin sportslige karriere, levede Connie Hansen professionelt. Hun var på Team Danmark-støtte og vandt en række præmier i forbindelse med stævner over det meste af verden.
I 1991 blev hun uddannet ergoterapeut og oprettede et firma, By Connie Hansen, der sælger sportsudstyr til personer med handicap. Hun har også undervist i og formidlet handicapidræt, og blandt andet har hun agiteret for bevarelsen af paralympiske lege, da det på et tidspunkt blev overvejet at lægge disse ind under olympiske lege. Hun har siddet i forretningsudvalget for Dansk Handicap Idræts-Forbund og deltaget i internationalt klassifikationsarbejde for kørestolsrace.